# ريتا قود
ريتا قود هي متزحلقة سويسرية، ولدت في 4 يونيو 1951.

## وصلات خارجية
- ريتا قود على موقع الاتحاد الدولي للتزلج (التزلج على المنحدرات الثلجية) (الإنجليزية)
- ريتا قود على موقع أوليمبيديا (الإنجليزية)